# Kościół Podwyższenia Krzyża Świętego w Opocznie
Kościół Podwyższenia Krzyża Świętego w Opocznie – rzymskokatolicki kościół parafialny należący do parafii pod tym samym wezwaniem (dekanat opoczyński diecezji radomskiej).
Jest to świątynia zaprojektowana przez zespół warszawskich architektów: architekta ogólnego Władysława Pieńkowskiego, konstruktora ogólnego Krzysztofa Kakowskiego, konstruktora ścian Mariana Szymanowskiego, architekta wnętrz Eugeniusza Froma. Wzniesiona została w latach 1985–1995 dzięki staraniom księdza Piotra Jaroszka, który wyznaczył do kierowania pracami budowlanymi księdza Bogdana Jarosza. Prace były kontynuowane przez księdza Mieczysława Głogowskiego. Świątynia została poświęcona w dniu 5 listopada 1995 roku przez biskupa Edwarda Materskiego. Kościół jest budowlą dwupoziomową, wybudowaną z piaskowca i czerwonej cegły. Świątynia została dedykowana w dniu 14 września 2020 roku przez biskupa Henryka Tomasika.